# Numéros zéros
Pour l’article ayant un titre homophone, voir Numéro zéro.
Pour plus de détails, voir Fiche technique et Distribution.
Numéros zéro est un film documentaire français réalisé par Raymond Depardon tourné en 1977, lors du lancement du quotidien Le Matin de Paris et sorti en 1980. 
Le cinéaste filme la naissance d'un journal, les préparatifs et les conférences de rédaction du premier numéro d'un quotidien.

## Synopsis
Raymond Depardon tourne sur quinze jours le lancement du « numéro zéro » du Matin de Paris. Il suit plus particulièrement la direction du journal, Claude Perdriel, et les rédacteurs en chef, François-Henri de Virieu et Roger Colombani.
Caméra à l'épaule, sans ingénieur du son, Depardon, l'homme-caméra, filme seul et parvient à se faire oublier des protagonistes pour filmer les enjeux de pouvoir, les engueulades et les difficultés inhérentes au lancement d'un nouveau quotidien.

## Fiche technique
- Réalisation et photographie : Raymond Depardon
- Personnages : François-Henri de Virieu, Jean Vincent, Olivier Postel, Claude Perdriel, Boris Kidel, Patrice Habans, André Grassart, Roger Colombani.
- Format : Couleur
- Langue : français
- Date de sortie :
  - France : 28 janvier 1980

## Autour du film
Raymond Depardon remporte pour ce documentaire le Prix Georges-Sadoul en 1979. Le film tourné en 1977 ne sort au cinéma qu'en 1980 : il aura fallu trois ans à Depardon pour négocier cette sortie avec Claude Perdriel.